# حزب الاستقلال (العراق)
حزب الاستقلال هو حزب عراقي سابق تأسس سنة 1946، وكان يدعم استقلال العراق من السيطرة البريطانية.